# شیمی قانونی
شیمی قانونی-شیمی جنایی یکی از کاربردهای شیمی و سم‌شناسی در زمینه مسائل قانونی است. شیمیدان قانونی می‌تواند در شناسایی مواد ناشناخته در صحنه جرم کمک کند. متخصصین در این زمینه مجموعه وسیعی از روش‌ها و ابزارها را برای کمک به شناسایی مواد ناشناخته ارائه می‌دهند که شامل کروماتوگرافی مایع با کارایی بالا، طیف‌سنجی جرمی، کروماتوگرافی گازی، طیف‌سنجی جذب اتمی، طیف‌سنجی تبدیل فوریه فروسرخ و کروماتوگرافی لایه‌نازک است.
به دلیل طبیعت مخرب برخی از ابزارها و تعداد مواد ناشناخته موجود که ممکن است در صحنه یافت شوند، شیمیدانان قانونی ترجیح می‌دهند در ابتدا از روش‌های غیرمخرب استفاده کنند.
در کنار سایر متخصصان پزشکی قانونی، شیمیدان های قانونی نیز معمولاً در دادگاه به عنوان شاهد متخصص در مورد یافته‌هایشان شهادت می‌دهند. شیمیدانان قانونی تابع مجموعه ای از استانداردها هستند که توسط آژانس‌های مختلف و هیئت‌های حاکم، از جمله گروه کاری علمی برای تجزیه و تحلیل مواد مخدر گرفته شده، پیشنهاد شده‌است. علاوه بر روش‌های عملیاتی استاندارد پیشنهاد شده توسط گروه، سازمان‌های خاص، استانداردهای خود را در رابطه با تضمین کیفیت و کنترل کیفیت نتایج و ابزارهای آنها دارند. برای اطمینان از دقت آنچه که گزارش می‌دهند، شیمیدانان قانونی به‌طور مرتب بررسی و تأیید می‌کنند که ابزارهای آنها به درستی کار می‌کنند و هنوز قادر به تشخیص و اندازه‌گیری مقادیر مختلف مواد مختلف هستند.

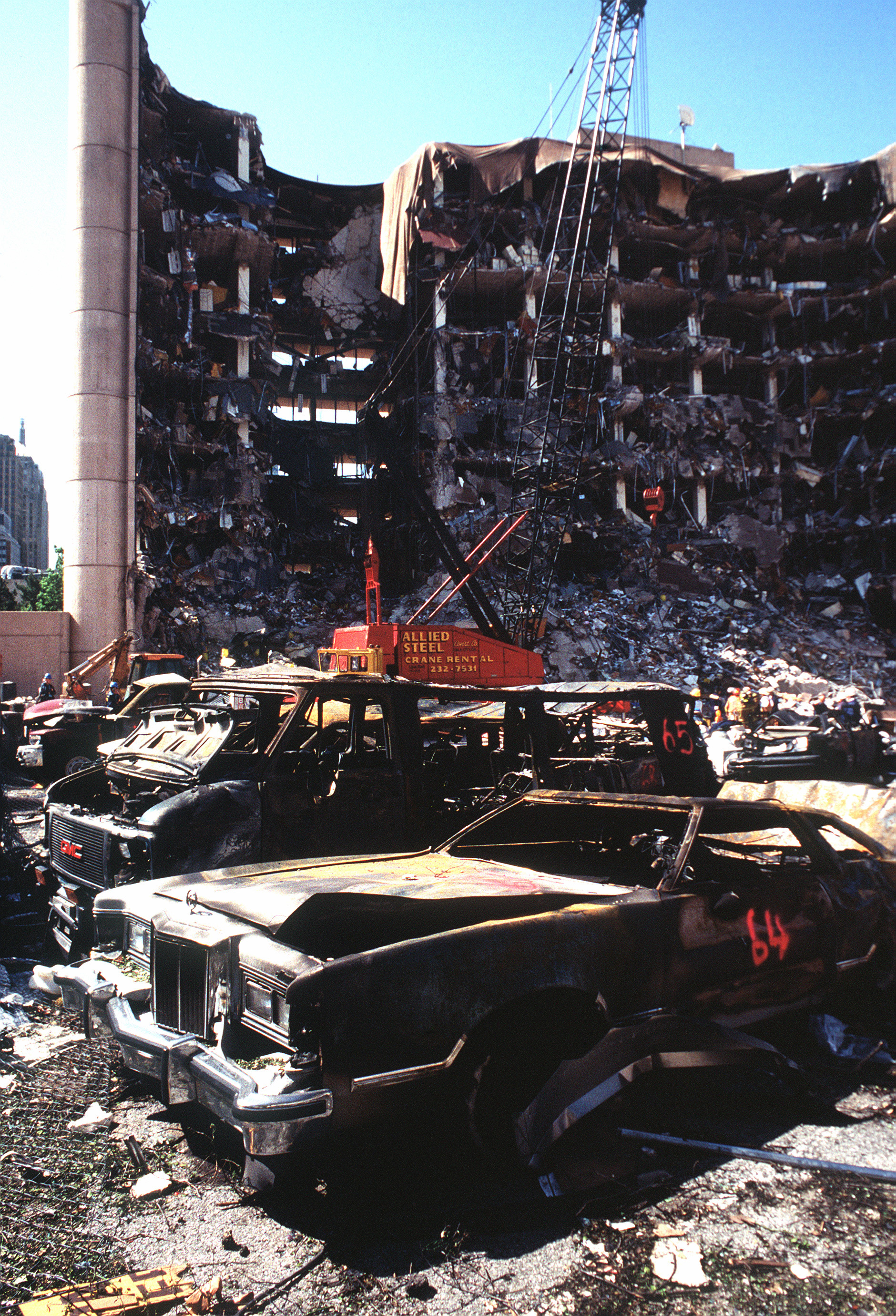
مواد شیمیایی قادر به شناسایی ANFO انفجاری در محل بمب‌گذاری در شهر اوکلاهما بودند

## نقش در تحقیقات
تجزیه و تحلیل شیمیدانان قانونی می‌تواند منجر به نتایج مفید شود و آنها می‌توانند سوءظن خود را تأیید یا رد کنند. شناسایی مواد مختلف موجود در صحنه می‌تواند به محققان اطلاعاتی را که در جستجوی آنها می‌خواهند، بگوید. در طول تحقیقات آتش‌نشانی، شیمیدانان قانونی می‌توانند تعیین کنند که آیا یک شتاب‌دهنده از قبیل بنزین یا نفت سفید استفاده می‌شود؛ اگر چنین است، این نشان می‌دهد که آتش عمداً تنظیم شده‌است. شیمیدانان قانونی همچنین می‌توانند فهرست مشکوک را به افرادی که دسترسی به مواد مورد استفاده در یک جرم را دارند، محدود کنند. به عنوان مثال، در تحقیقات انفجاری، شناسایی RDX یا C-4 نشان دهنده یک اتصال نظامی است؛ زیرا این مواد مواد منفجره نظامی هستند. از سوی دیگر، شناسایی TNT لیست مشکوک گسترده‌تر را ایجاد می‌کند، چرا که توسط شرکت‌های تخریب و همچنین در ارتش استفاده می‌شود. در طی بررسی‌های مسمومیت، تشخیص سموم خاص می‌تواند به درک کارآگاهان کمک کند که هنگام مصاحبه با مظنونین بالقوه جه باید بکنند. به عنوان مثال، تحقیقی که شامل کهرایسین است، به محققان اجازه می‌دهد که پیش سازهای رایسین، دانه‌های گیاه کاستور را جستجو کنند.
شیمیدانان قانونی نیز به تأیید یا رد سوء ظن تحقیق در موارد مصرف مواد مخدر یا الکل کمک می‌کنند. ابزارهایی که توسط شیمیدانان قانونی استفاده می‌شود می‌توانند مقادیر دقیق را تشخیص دهند و اندازه‌گیری دقیق در جنایت‌هایی نظیر رانندگی تحت تأثیر قرار می‌گیرد زیرا محدوده‌های محتوی الکل خاصی وجود دارد که در آن مجازات‌ها شروع یا افزایش می‌یابند. در مشکوک مصرف بیش از حد از موارد، مقدار از مواد مخدر در سیستم فرد می‌تواند تأیید یا رد کردن مصرف بیش از حد به عنوان علت مرگ است.

## تاریخ

### تاریخ اولیه

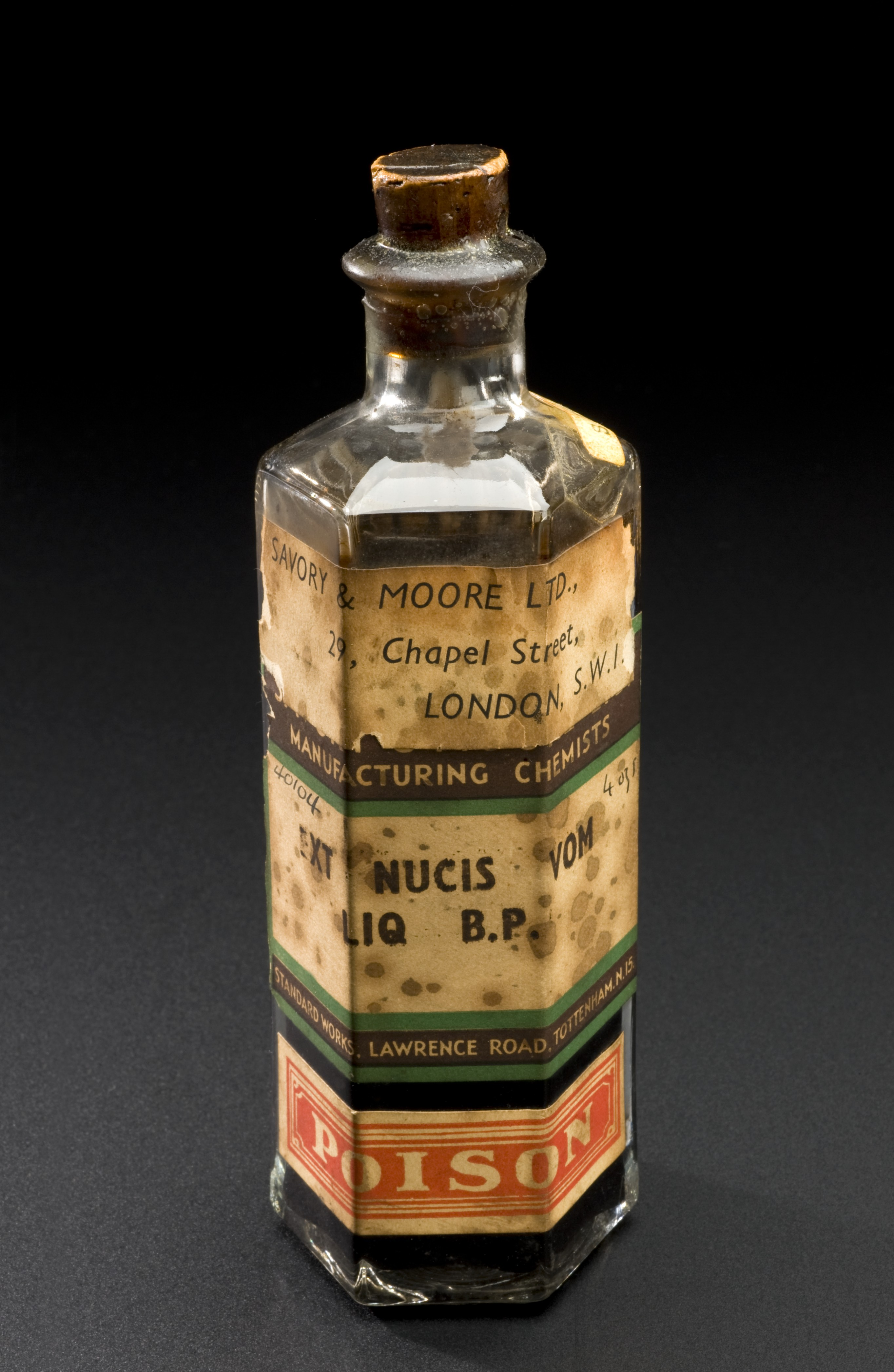
یک بطری عصاره استریچنینی

در طول تاریخ، انواع مختلفی سموم برای کشتار مورد استفاده قرار گرفته‌اند، از جمله آنها آرسنیک، شابیزَک (بلادونا)، شوکران زهرآلود، استریکنین و کورار می‌باشد. تا اوایل قرن نوزدهم، هیچ روش دقیقی برای تعیین اینکه آیا یک ماده شیمیایی خاص وجود نداشت و مسمومیت‌ها به ندرت به خاطر جنایات آنها مجازات شد. در سال ۱۸۳۶، یکی از اولین کمک‌های عمده به شیمی جرم‌شناسی توسط جیمز مارش شیمیدان انگلیسی معرفی شد. او آزمایش مارش را برای تشخیص آرسنیک ایجاد کرد که بعداً در یک محاکمه قتل موفقیت‌آمیز بود. در این زمان نیز سم‌شناسی قانونی به عنوان یک میدان مشخص شناخته شد. متیو اورفیلا، پدر سم‌شناسی، در اوایل قرن نوزدهم، باعث پیشرفت‌های بزرگی در این زمینه شد. یکی از پیشگامان توسعه میکروسکوپهای قانونی، اورفیلا در پیشرفت این روش برای تشخیص خون و اسپرم کمک کرده‌است. اورقیلا همچنین اولین شیمیدان به موفقیت طبقه‌بندی مواد شیمیایی مختلف به مقوله‌های مانند بود مواد خورنده، مواد مخدر، و رطوبت.
پیشرفت بعدی در تشخیص سموم در سال ۱۸۵۰ اتفاق افتاد زمانی که یک روش معتبر برای شناسایی آلکالوئیدهای گیاهی در بافت‌های بدن توسط جین استاس شیمیدان ایجاد شد. روش استاس به سرعت به تصویب رسید و با موفقیت در دادگاه مورد استفاده قرار گرفت تا محکومیت شمعداد هیپولیت ویارتر د بوکرمی را به قتل برادرش در معرض مسمومیت نیکوتین قرار دهد. استاس توانست آلکالوئید را از اندام قربانی جدا کند. پروتکل استاس پس از آن برای ترکیب آزمون‌های کافئین، کینین، مورفین، استریخن، آتروپین و تریاک تغییر داده شد.
طیف وسیعی از ابزار دقیق برای تجزیه و تحلیل شیمیایی قانونی همچنین در این دوره شروع به توسعه کرد. اوایل قرن نوزدهم، اختراع طیف‌سنج توسط جوزف فون فرن هوفر صورت گرفت. در سال ۱۸۵۹، شیمیدان رابرت بونسن و فیزیکدان گاستاو کیرچوف در اختراع فراونوفر گسترش یافتند. آزمایش‌های آنها با طیف‌سنجی نشان داد که مواد خاصی در طیفی خاص از نور در معرض طیف منحصر به فرد قرار می‌گیرند. با استفاده از طیف‌سنجی، دو دانشمند قادر بودند مواد را براساس طیف آنها شناسایی کنند و روش شناسایی مواد ناشناخته را فراهم کنند. در سال ۱۹۰۶، میشیل تسوت، متخصص گیاه‌شناسی، اختراع کروماتوگرافی کاغذی، یک پیشگام اولیه برای کروماتوگرافی نازک لایه، و آن را برای جداسازی و بررسی پروتئین‌های گیاهی که کلروفیل را تشکیل می‌دهند، مورد استفاده قرار داد. توانایی جداسازی مخلوط‌ها در اجزای فردی خود، باعث می‌شود تا متخصصان پزشکی قانونی قطعاتی از مواد ناشناخته علیه یک پایگاه داده از محصولات شناخته شده را بررسی کنند. با تطبیق عوامل حفظ شده برای اجزای جدا شده با مقادیر شناخته شده، مواد را می‌توان شناسایی کرد.

### مدرن‌سازی

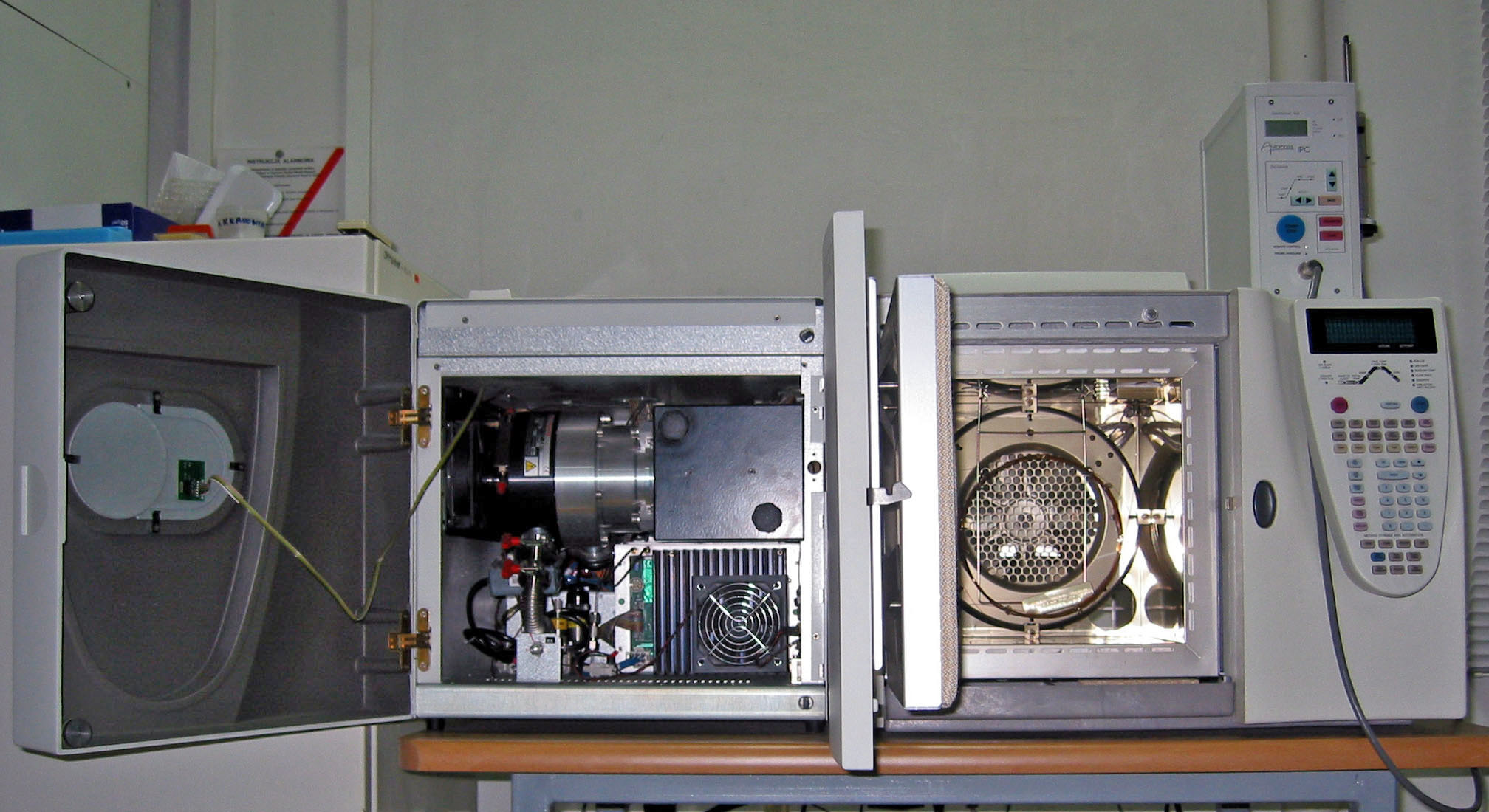
واحد GC-MS با در باز است. کروماتوگرافی گاز در سمت راست است و طیف‌سنج جرم در سمت چپ قرار دارد..

شیمیدانان قانونی مدرن متکی به ابزارهای متعددی برای شناسایی مواد ناشناخته در صحنه جرم هستند. قرن بیستم شاهد پیشرفت‌های زیادی در فناوری بودیم که به شیمیدانان اجازه می‌داد مقادیر کمتری از مواد را دقیق تر تشخیص دهند. اولین پیشرفت عمده در این قرن در دهه ۱۹۳۰ با اختراع یک طیف‌سنجی بود که می‌تواند سیگنال تولید شده توسط نور مادون قرمز (IR) را اندازه‌گیری کند. طیف‌سنج IR اولیه از یک تک رنگ استفاده کرده و تنها می‌توانند جذب نور را در یک باند بسیار طولی اندازه‌گیری کنند. تا زمانی که اتصال تداخل سنجی با اسپکترومتر IR در سال ۱۹۴۹ توسط پیتر فلچت انجام نشد، طیف مادون قرمز کامل را می‌توان در یک بار اندازه‌گیری کرد. پیتر فلچت همچنین از تبدیل فوریه، یک روش ریاضی، استفاده کرد که می‌تواند سیگنال را به فرکانس‌های فردی خود تقسیم کند تا مقدار زیادی از اطلاعات دریافت شده از تحلیل کامل مادون قرمز یک ماده را بدست آورد. از آن به بعد، ابزار اسپکتروسکوپی مادون قرمز (FTIR) تبدیل فوریه در تجزیه و تحلیل قانونی مواد ناشناخته تبدیل شده‌است، زیرا آنها نابودگر و بسیار سریع برای استفاده هستند. اسپکتروسکوپی در سال ۱۹۵۵ با اختراع طیف‌سنج جذب اتمی (AA) توسط آلن والش پیشرفت کرد. تجزیه و تحلیل AA می‌تواند عناصر خاصی را که نمونه را همراه با غلظت آنها تشکیل می‌دهند، شناسایی کند، به‌طوری که می‌تواند تشخیص آسان فلزات سنگین مانند آرسنیک و کادمیوم را تشخیص دهد.
پیشرفت‌هایی در زمینه کروماتوگرافی در سال ۱۹۵۳ با اختراع کروماتوگرافی گاز توسط آنتونی ت. جیمز و آرچر جان پورتر مارتین به وجود آمد که اجازه می‌داد جداسازی مخلوط مایع فرار با اجزای دارای نقاط جوش مشابه باشد. با استفاده از کروماتوگرافی مایع می‌توان مخلوط‌های مایع غیرمجاز را با کروماتوگرافی مایع جدا کرد، اما مواد با احتباس زمان مشابه تا زمان اختراع کروماتوگرافی مایع با کارایی بالا (HPLC) توسط Csaba Horváth در سال ۱۹۷۰ حل نشد. ابزار HPLC مدرن قادر به شناسایی و حل کردن مواد است که غلظت آنها به اندازه قطعات به تریلیون است.
یکی از پیشرفت‌های مهم در زمینه شیمی قانونی در سال ۱۹۵۵ با اختراع طیف‌سنجی جرم کروماتوگرافی گاز (GC-MS) توسط فرد مک لافرفتی و رولاند گوهلکه به وجود آمد. اتصال کروماتوگرافی گاز با طیف‌سنج جرم برای شناسایی طیف گسترده‌ای از مواد مجاز است. تجزیه و تحلیل GC-MS به‌طور گسترده‌ای به عنوان "استاندارد طلاً برای تجزیه و تحلیل قانونی به علت حساسیت و قابلیت پذیری آن همراه با توانایی آن برای اندازه‌گیری میزان موجود در مواد، به‌طور گسترده‌ای در نظر گرفته شده‌است. افزایش حساسیت ابزار دقیق به این نکته رسیده‌است که ناخالصی‌های جزئی درون ترکیبات می‌توانند به‌طور بالقوه اجازه دهند تا محققان مواد شیمیایی را به یک دسته و تعداد زیادی از یک تولیدکننده ردیابی کنند.
شیمیدانان قانونی بر روی بسیاری از ابزارها برای شناسایی مواد ناشناخته که در یک صحنه یافت می‌شوند، تکیه می‌کنند. برای تعیین هویت یک ماده می‌توان از روش‌های مختلفی استفاده کرد و این به آزمونگر برمیگردد که تصمیم بگیرد کدام روش بهترین نتیجه را بدست می‌دهد. عواملی که شیمیدانان قانونی ممکن است هنگام انجام معاینه در نظر بگیرند عبارتند از مدت زمانی که یک وسیله خاص برای بررسی ماده و ماهیت مخرب این ابزار انجام می‌شود. آنها ابتدا با استفاده از روش‌های غیرمخرب ترجیح می‌دهند تا شواهدی را برای بررسی بیشتر حفظ کنند. تکنیک‌های غیرانسانی نیز می‌توانند برای محدود کردن امکان استفاده شوند، و احتمال بیشتری دارد که روش صحیح برای اولین بار هنگام استفاده از روش مخرب مورد استفاده قرار گیرد.

## طیف‌سنجی

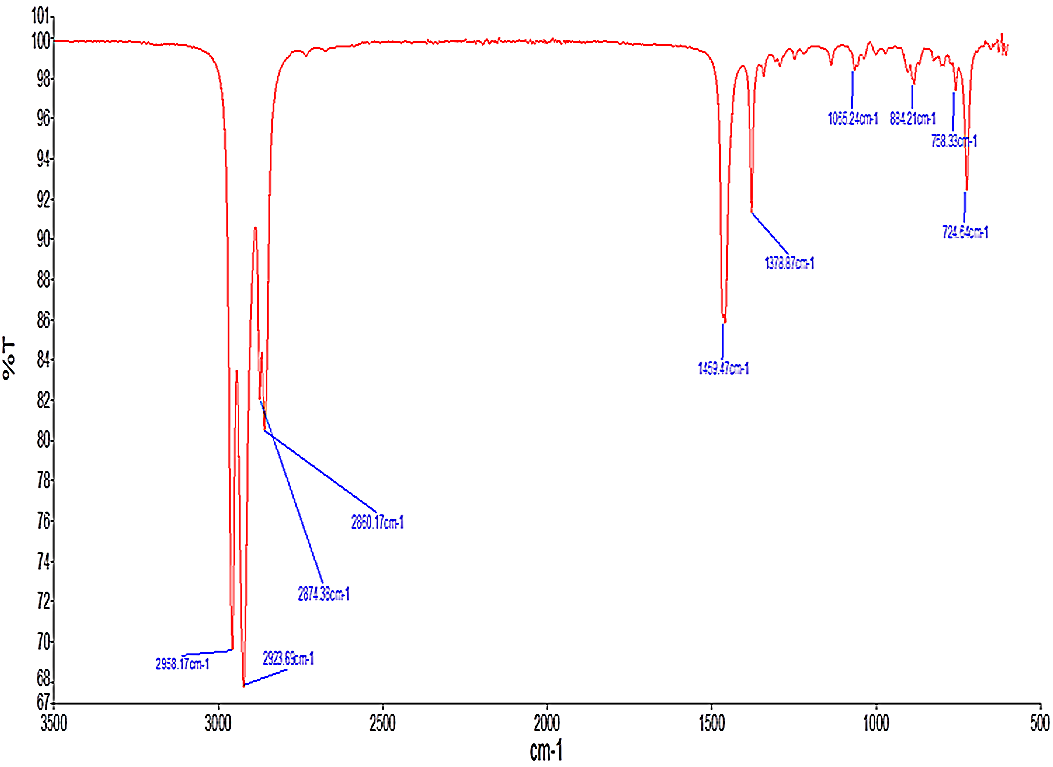
طیف FTIR ATR برای هگزان نشان درصد عبور (٪ T) در مقابل عدد موج (سانتی‌متر -۱).

دو تکنیک مستقل اسپکتروسکوپی برای شیمی قانونی عبارتند از طیف‌سنجی FTIR و AA. FTIR فرایند غیرمخرب است که از نور مادون قرمز برای شناسایی یک ماده استفاده می‌کند. روش نمونه‌گیری انعکاسی با انحطاط کامل، نیاز به مواد لازم برای آماده‌سازی قبل از تجزیه را حذف می‌کند. ترکیب ناپیوستگی و آماده‌سازی صفر باعث تحلیل ATR FTIR اولین گام سریع و آسان در تجزیه و تحلیل مواد ناشناخته می‌شود. برای تسهیل شناسایی مثبت ماده، دستگاه‌های FTIR با پایگاه داده‌های بارگذاری می‌شوند که می‌توانند برای طیف‌های شناخته شده که با طیف‌های ناشناخته مطابقت دارند جستجو شوند. تجزیه و تحلیل FTIR مخلوط، در حالی که غیرممکن است، به دلیل ماهیت تجمعی پاسخ پاسخ‌های خاصی را ارائه می‌دهد. هنگام تجزیه و تحلیل یک ناشناخته که حاوی بیش از یک ماده است، طیف‌های حاصل از آن ترکیب، ترکیبی از طیف فردی هر مولفه خواهد بود. در حالی که مخلوط‌های معمول طیف‌ها را در پرونده شناخته‌اند، مخلوط‌های جدید می‌توانند برای حل مشکل دشوار باشد، و FTIR یک ابزار غیرقابل قبول شناسایی است. با این حال، این ابزار که می‌تواند برای تعیین ساختار کلی شیمیایی در حال حاضر مورد استفاده قرارگیرد، اجازه می‌دهد تا شیمیدانان پزشکی قانونی برای تعیین بهترین روش برای تجزیه و تحلیل با سایر ابزار. به عنوان مثال، یک گروه methoxy خواهد شد در اوج بین ۳۰۳۰ و ۲۹۵۰ (عدد موج (cm -1))
طیف‌سنجی جذب اتمی (AAS) یک روش مخرب است که قادر به تعیین عناصری است که نمونه تجزیه و تحلیل شده را تشکیل می‌دهند. AAS این تجزیه و تحلیل را با قرار دادن نمونه در یک منبع حرارت بسیار بالا، شکستن اورانیوم اتمی ماده، ترک اتم‌های آزاد انجام می‌دهد. سپس پرتو در فرم نور از طریق نمونه عبور می‌کند و اتم‌ها را به حالت انرژی بالاتر می‌برد.۲ شیمیدانان قانونی می‌توانند برای هر عنصر با استفاده از طول موج نور متناظر که برای تجزیه و تحلیل آن‌ها اتم‌های عنصر را به حالت انرژی بالاتر تحمیل می‌کند، آزمایش شود. ۲۵۶ به همین دلیل و با توجه به ماهیت مخرب این روش، AAS به‌طور کلی به عنوان یک روش تأیید کننده پس از آزمون‌های اولیه نشان دهنده حضور یک عنصر خاص در نمونه است. غلظت عنصر در نمونه متناسب با مقدار جذب نور در مقایسه با یک نمونه خالی است. AAS در مواردی که مضر مسمومیت با فلزات سنگین مانند آرسنیک، سرب، جیوه و کادمیوم است مفید است. غلظت ماده در نمونه می‌تواند نشان دهد که آیا فلزات سنگین باعث مرگ شدند.

## کروماتوگرافی

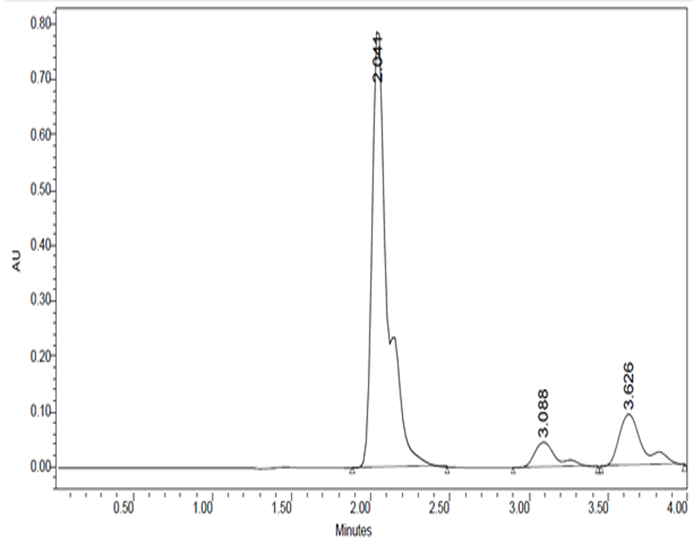
خواندن HPLC قرص اکسیسترین. پیک از چپ به راست استامینوفن، آسپرین و کافئین است.

تکنیکهای طیف‌سنجی زمانی مفید هستند که نمونه مورد آزمایش خالص باشد یا یک مخلوط بسیار معمولی باشد. هنگامی که یک ترکیب ناشناخته مورد تجزیه و تحلیل قرار می‌گیرد، باید به قطعات جداگانه آن تجزیه شود. تکنیک‌های کروماتوگرافی می‌تواند برای جدا کردن مخلوط‌ها در اجزای تشکیل دهنده آنها استفاده شود تا بتواند هر قسمت را به‌طور جداگانه تجزیه و تحلیل کند.
کروماتوگرافی لایه نازک (TLC) یک جایگزین سریع برای روش‌های پیچیده‌تر کروماتوگرافی است. TLC می‌تواند برای تجزیه و تحلیل جوهر و رنگ با استخراج اجزای فردی استفاده شود. این برای بررسی یادداشت‌ها یا الیافی که در صحنه باقی می‌ماند می‌تواند استفاده شود. از آنجا که محصول هر شرکت کمی متفاوت است و این تفاوت‌ها با TLC دیده می‌شود. تنها عامل محدود کننده با تجزیه و تحلیل TLC، لازم است که اجزای محلول در هر راه حل مورد استفاده قرار گیرد تا کامپوننت‌ها را تا صفحه تجزیه تحلیل کند. این راه حل فاز متحرک نامیده می‌شود. شیمیدان قانونی می‌تواند با دانستن فاصله از هر جزء سفر، با ناشناخته‌ها مقابله کند. این فاصله زمانی که در مقایسه با نقطه شروع است، به عنوان عامل نگهداری (R f) برای هر مولکول استخراج شده شناخته می‌شود. اگر هر مقدار R f یک نمونه شناخته شده باشد، این نشان دهنده هویت نامعلوم است.
کروماتوگرافی مایع با کارایی بالا می‌تواند برای استخراج اجزای منفرد از مخلوط حل شده در یک محلول استفاده شود. HPLC برای مخلوط‌های غیرقابل استفاده است که برای کروماتوگرافی گاز مناسب نیستند. این در تجزیه و تحلیل دارویی مفید است که در آن دارو دارویی ترکیبی است از زمانی که مولفه‌ها در زمان‌های مختلف جداگانه یا زنده می‌شوند و اجازه می‌دهد تا هر یک از اجزای آن را تأیید کند. پس از استحکام ستون HPLC، آن‌ها به آشکارسازهای مختلف تغذیه می‌شوند که در مقایسه با غلظت آن به شکل پیک می‌رسند. شایع‌ترین نوع آشکارساز طیف‌سنج نور ماوراء بنفش به عنوان شایع‌ترین مورد مورد آزمایش با HPLC، داروسازی، جذب UV است
کروماتوگرافی گاز (GC) همان عملکرد کروماتوگرافی مایع را انجام می‌دهد، اما برای مخلوط‌های فرار استفاده می‌شود. در شیمی قانونی، رایج‌ترین ابزار GC از طیف‌سنجی جرمی به عنوان آشکارساز استفاده می‌کنند. GC-MS می‌تواند در تحقیق در مورد اشاعه، مسمومیت و انفجار مورد استفاده قرار گیرد تا دقیقاً مشخص شود چه چیزی مورد استفاده قرار گرفته‌است. در تئوری، ابزار GC-MS قادر به تشخیص مواد است که غلظت آنها در محدوده فمتو گرما است. با این حال، در عمل، با توجه به نسبت سیگنال به نویز و دیگر عوامل محدود کننده، مانند سن قطعات منحصر به فرد از ابزار، عملی حد تشخیص برای GC-MS در است (محدوده پیکو گرم). GC-MS نیز قادر به اندازه‌گیری مواد قابل تشخیص است. شیمیدان‌ها می‌توانند از این اطلاعات برای تعیین تأثیر ماده روی یک فرد استفاده کنند. ابزار GC-MS تقریباً ۱۰۰۰ برابر بیشتر از مقدار لازم برای اندازه‌گیری مقدار لازم است تا به سادگی برای شناسایی آن استفاده شود. محدودیت اندازه‌گیری معمولاً در محدوده نانوگرم (۱۰) قرار دارد.
سم‌شناسی قانونی مطالعه داروسازی و شیمی درمانی است، یا اینکه چه ماده ای به بدن می‌بخشد، و همچنین در مورد فارماکوکینتیک یا آنچه که بدن به ماده می‌انجامد. برای تعیین دقیق اثر یک داروی خاص به بدن انسان، سم شناسان پزشکی قانونی باید از سطوح مختلف تحمل گرا، که فرد بتواند ایجاد کند و همچنین شاخص درمان برای داروهای مختلف، آگاهی داشته باشد. سم شناسان به تعیین اینکه آیا هر سمی که در بدن یافت شده بود، باعث ایجاد یک حادثه یا کمک به آن شد، یا اینکه آیا در سطح بسیار پایین بود تا تأثیری داشته باشد؟ در حالی که تعیین سم مشخصی می‌تواند به دلیل تعداد مواد مختلفی که می‌توانند باعث آسیب یا مرگ شوند، وقت زیادی صرف کند، برخی از سرنخ‌ها ممکن است امکانات را محدود کنند. برای مثال، مسمومیت با مونوکسید کربن موجب خون قرمز روشن می‌شود، در حالی که مرگ سولفید هیدروژن سبب می‌شود که مغز رنگ سبز داشته باشد.
سم شناسان همچنین متابولیت‌های متفاوتی را می‌شناسند که یک داروی خاص می‌تواند به داخل بدن برسد. به عنوان مثال، یک متخصص سم زدایی می‌تواند تأیید کند که یک فرد هروئین را با حضور در نمونه ای از 6-monoacetylmorphine، که تنها از تجزیه هروئین می‌آید، گرفته‌است. ایجاد دائم داروهای جدید، هر دو قانونی و غیرقانونی، سم شناسان را مجبور می‌کند تا از تحقیقات و روش‌های جدید برای آزمایش این مواد جدید مطلع شوند. جریان فرمولاسیون‌های جدید بدین معنی است که یک نتیجه آزمایش منفی لزوماً منع مصرف دارو نیست. برای جلوگیری از تشخیص، تولیدکنندگان مواد مخدر غیرقانونی، ساختار مواد شیمیایی را کمی تغییر می‌دهند. این ترکیبات اغلب با تست‌های سم‌شناسی روتین تشخیص داده نمی‌شوند و می‌توانند با حضور یک ترکیب شناخته شده در یک نمونه مشابه باشند. همان‌طور که ترکیبات جدید کشف می‌شود، طیف‌های شناخته شده تعیین و وارد پایگاه‌های داده شده می‌شوند که می‌توانند به عنوان استانداردهای مرجع قابل دانلود و استفاده شوند. آزمایشگاه همچنین تمایل دارند پایگاه‌های داده‌های خانگی را برای مواد موجود در محلی پیدا کنند.
استانداردها:
| Category A                                                                                | Category B | Category C                                                                                  |
| ----------------------------------------------------------------------------------------- | --- | ------------------------------------------------------------------------------------------- |
| - طیف‌سنجی مادون قرمز - طیف‌سنجی جرمی - مغناطیسی هسته ای - طیف‌سنجی رزونانس - پراش اشعه ایکس | - الکتروفورز مویرگی - کروماتوگرافی گازی - طیف‌سنجی تحرک یونی - کروماتوگرافی مایع - آزمایش میکرو کریستالی - شناسه دارویی - کروماتوگرافی نازک لایه - تنها کنسرو:آزمایش ماکروسکوپی و میکروسکوپی | - تست رنگ - طیف‌سنجی فلورانس - ایمونوآنتی - تجزیه و تحلیل نقطه ذوب - طیف‌سنجی اشعه ماورا بنفش |

دستورالعمل‌ها توسط سازمان‌های گوناگون حاکم بر استانداردها مطرح شده‌است که توسط تمرین دانشمندان پزشکی قانونی دنبال می‌شود. برای متخصصان پزشکی قانونی، گروه بین‌المللی کارشناس علمی برای تجزیه و تحلیل مواد مخدر (SWGDRUG) توصیه‌هایی را برای تضمین کیفیت و کنترل کیفیت مواد آزمایش شده ارائه می‌دهد. در شناسایی نمونه‌های ناشناخته، پروتکل‌ها براساس احتمال مثبت کاذب به سه دسته تقسیم شده‌اند. ابزارها و پروتکل‌ها در رده A برای تشخیص یک ماده ناشناخته منحصر به فرد هستند و به دنبال آن دسته‌بندی B و C به حساب می‌آیند. برای اطمینان از صحت شناسایی، SWGDRUG توصیه می‌کند که چندین آزمون با استفاده از ابزارهای مختلف بر روی هر نمونه انجام شود و یک رده A تکنیک و حداقل یک تکنیک دیگر استفاده می‌شود. اگر تکنیک گروه A در دسترس نباشد یا شیمیدان قانونی تصمیم به استفاده از آن نداشته باشد، SWGDRUG توصیه می‌کند که حداقل سه تکنیک مورد استفاده قرار گیرد، دو مورد از آنها باید از دسته B باشد. ابزار ترکیبی مانند GC-MS، دو تست جداگانه در نظر گرفته می‌شود تا زمانی که نتایج با مقادیر شناخته شده به صورت جداگانه مقایسه شوند. به عنوان مثال، زمان تخلیه GC با مقادیر شناخته شده همراه با طیف MS مقایسه می‌شود. اگر هر دو آنها یک ماده شناخته شده را مطابقت دهند، نیازی به آزمایش بیشتر نیست.
استانداردها و کنترل‌ها در کنترل کیفیت ابزار مختلف مورد استفاده برای آزمایش نمونه‌ها مورد نیاز است. با توجه به ماهیت کار آنها در نظام حقوقی، شیمیدان‌ها باید اطمینان حاصل کنند که ابزارهایشان دقیقاً کار می‌کنند. برای انجام این کار، کنترل‌های شناخته شده به صورت پیوسته با نمونه‌های ناشناخته آزمایش می‌شوند. با مقایسه نمایشگرهای کنترل با پروفایل‌های شناخته شده خود، می‌توان تأیید کرد که این ابزار در زمانی که آزمایش‌های ناشناخته انجام می‌شود، به درستی کار کرده‌اند. استانداردها نیز برای تعیین محدودیت تشخیص ابزار و محدودیت اندازه‌گیری برای انواع مختلف مواد مورد استفاده قرار می‌گیرند. مقادیر محاسبه شده باید بالاتر از حد تشخیص باشد که باید به عنوان موجود و بالاتر از حد تعیین مقدار تعیین شود. اگر ارزش کمتر از حد باشد، ارزش قابل اعتماد نیست.

## شهادت
روش‌های استاندارد برای گواهی توسط متخصصان شیمی قانونی توسط سازمان‌های مختلف که دانشمندان و همچنین SWGDRUG را استخدام می‌کنند، ارائه می‌شود. شیمیدانان قانونی از لحاظ اخلاقی نیازمند ارائه شهادت به شیوه ای بی‌طرف هستند و در صورتی که اطلاعات جدید یافت می‌شوند، مجدداً بازبینی می‌شوند. ۳ شیمیدان‌ها همچنین باید شهادت خود را به حوزه‌های مورد نظرشان بدون توجه به سؤالات در حین بررسی مستقیم یا متقابل بررسی کنند.
افرادی که برای شهادت دعوت می‌شوند باید بتوانند اطلاعات علمی و فرایندهای علمی را به طریقی که افراد را درک می‌کنند، روال کند. با داشتن متخصص به عنوان یک متخصص، شیمیدان‌ها مجاز به ارائه نظرات خود در مورد شواهد هستند و فقط حقایق را بیان می‌کند. این می‌تواند منجر به رقابت از نظر کارشناسان استخدام شده توسط طرف مقابل شود. رهنمودهای اخلاقی برای متخصصان پزشکی قانونی نیاز به شهادت دادن به شیوه ای عینی دارند، صرفنظر از آنچه که متخصص برای شهادت دادن دارد. انتظار می‌رود که متخصصان قانونی که برای شهادت دعوت شده‌اند با وکیل‌هایی که صدور احضار را صادر کرده‌اند و در درک مطالب خود از پرسش‌هایی که در مورد آنها مطرح است کمک کنند.

## تحصیلات
موقعیت‌های شیمی قضایی نیاز به درجه لیسانس یا مشابه در یک علم طبیعی یا فیزیکی و همچنین تجربه آزمایشگاهی به‌طور کلی، شیمی آلی و شیمی تجزیه و تحلیل است. هنگامی که در موقعیت قرار می‌گیرند، افراد در پروتکل‌هایی که در آن آزمایشگاه انجام می‌شوند، آموزش می‌یابند تا بتوانند ثابت کنند که صالح هستند که بتوانند تمام آزمایش‌ها را بدون نظارت انجام دهند. . انتظار می‌رود که شیمیدانان حاضر در این حوزه به آموزش مداوم برای حفظ مهارت خود ادامه دهند.

## کتابهای فارسی شیمی جنایی
متاسفانه در ایران رشته شیمی جنایی در دانشگاه ها تدریس نمیشود و در سالهای اخیر تلاشهای برای تالیف و ترجمه کتابها در این حوزه شده است. کتابهای حوزه شیمی جنایی میتوان به کتاب شیمی جنایی (علوم جنایی برای عموم) دکتر نجارزادگان، کاربرد شیمی در خطاهای جنایی، شیمی جنایی ترجمه دکتر احتشامی اشاره کرد. 